# Васильев, Никандр Васильевич
Никандр Васильевич Васильев (1919—1995) — майор Советской Армии, участник польского похода РККА, советско-финской и Великой Отечественной войн, Герой Советского Союза (1944).

## Биография
Никандр Васильев родился в октябре 1919 года в деревне Мирониха в крестьянской семье. Окончил среднюю школу, работал слесарем на одном из ленинградских заводов. В 1939 году Васильев был призван на службу в Рабоче-крестьянскую Красную Армию. Принимал участие в польском походе РККА и советско-финской войне. С июня 1941 года — на фронтах Великой Отечественной войны. К осени 1943 года старший сержант Никандр Васильев командовал огневым взводом артиллерийской батареи 696-го стрелкового полка 383-й стрелковой дивизии отдельной Приморской армии. Отличился во время боёв на Керченском полуострове.
Осенью 1943 года в ходе боёв на Керченском полуострове взвод Васильева орудийным огнём прямой наводкой поддерживал наступление советских стрелковых частей. 20 ноября в ходе отражения немецкой контратаки взвод Васильева способствовал успешному удержанию занятого пехотными частями рубежа.
Указом Президиума Верховного Совета СССР от 16 мая 1944 года старший сержант Никандр Васильев был удостоен высокого звания Героя Советского Союза с вручением ордена Ленина и медали «Золотая Звезда».
После окончания войны Васильев продолжил службу в Советской Армии. В 1952 году он окончил Высшую офицерскую артиллерийскую школу, был районным военным комиссаром. В 1961 году в звании майора Васильев был уволен в запас. Проживал в городе Даугавпилсе.
Скончался 22 марта 1995 года.
Был также награждён орденом Красного Знамени, орденами Отечественной войны 1-й и 2-й степеней, орденом Красной Звезды, а также рядом медалей.